# Dustin Group
Dustin Group AB er en svensk forhandler af IT-produkter, som driver virksomhed i Skandinavien og Benelux. De har hovedkvarter i Stockholm med datterselskaber i Sverige, Finland, Norge, Danmark, Nederlandene og Belgien. Dustin Group havde over 2.400 ansatte og omsatte for ca. 23,6 mia. svenske kroner i regnskabsåret 2022/23. Selskabet blev stiftet i 2006 og i 2015 blev det børsnoteret på Stockholmsbörsen.

## Historie
Dustin AB blev grundlagt af parret Bo og Ulla Lundevall i 1984, som en sidebeskæftigelse til en zoo-butik i Stockholmforstaden Farsta med salg af computerudstyr via. postordre. I 1995 begyndte Dustin med internetsalg. I 2006 blev Dustin overtaget af kapitalfonden Altor. Dustin Group blev børsnoteret på Stockholmsbörsen i 2015.